# Soterichus
Soterichus war ein antiker römischer Unternehmer der frühen Kaiserzeit.
Soterichus ist nur noch von seiner Grabinschrift bekannt, die in Colognola ai Colli in der Nähe von Verona gefunden wurde. Nach der Inschrift war er Freigelassener eines Lucius und arbeitete als vascularius, als Gefäßhersteller, und war damit wahrscheinlich ein Produzent von Metallgefäßen (möglicherweise ein Toreut, also Metallbearbeiter). Da er zudem als Silberschmied bezeichnet wurde, dürften die Produkte seiner Werkstatt aus eben jenem Werkstoff bestanden haben. Ob er Besitzer der Werkstatt war oder selbst aktiv bei der Arbeit mitwirkte, ist ebenfalls nicht sicher zu sagen. Damit ist er einer von nur knapp über 30 inschriftlich-namentlich belegten antiken Toreuten. Ihm zuweisbare Werke sind nicht überliefert. Die (aufgelöste) Inschrift lautet:

## Einzelbelege
1. ↑  CIL 5, 3428
2. ↑  abgesehen von Signaturstempeln auf toreutischen Erzeugnissen

| Personendaten    | Personendaten                              |
| ---------------- | ------------------------------------------ |
| NAME             | Soterichus                                 |
| KURZBESCHREIBUNG | antiker römischer Toreut oder Händler      |
| GEBURTSDATUM     | 1. Jahrhundert v. Chr. oder 1. Jahrhundert |
| STERBEDATUM      | 1. Jahrhundert oder 2. Jahrhundert         |